# Les Mystères de Prague
Les Mystères de Prague (Zločiny Velké Prahy, en tchèque : Les Crimes du Grand Prague) est une mini-série télévisée tchèque, réalisée par Jaroslav Brabec sur une idée de l'historien Michal Dlouhý. Elle est diffusée sur la chaîne tchèque ČT1 du 31 janvier 2021 au 4 avril 2021. Elle est ensuite diffusée sur Prime Video.

## Synopsis
En 1922, dans la république tchécoslovaque formée quatre ans auparavant avec Tomáš Masaryk pour président, le Grand Prague est créé, en fusionnant trente-huit villes et villages avec Prague. Le très citadin Hynek Budík, marié à une comtesse, est nommé inspecteur en chef de la banlieue de Prague, alors qu'il pensait être responsable du sein de la capitale. Son professionnalisme prend le dessus sur la déception. Avec son ami l'inspecteur régional Rudolf Havlík et l'agent de police débutant Martin Nováček, il va résoudre les enquêtes criminelles qui lui sont confiées dans les villages avoisinants. 

## Fiche technique
- Scénario : Petr Zikmund, Jan Drbohlav, Zdeněk Zapletal, Ivan Hejna
- Réalisation : Jaroslav Brabec
- Photographie : Pavel Berkovič
- Montage : Filip Issa
- Musique : Jan Ponocný ; Aquarium de Camille Saint-Saëns (générique)
- Costumes : Simona Rybáková
- Lieux de tournage : Třebíz[3], Kutná Hora, Mladá Boleslav, Rakovník, Bohême-Centrale[4]
- Producteur : Jan Lekeš
- Durée : 10 fois 60-69 minutes)
- Dates de diffusion : du 31 janvier 2021 au 4 avril 2021 sur ČT1

## Distribution
- Jaroslav Plesl : l'inspecteur en chef Hynek Budík
- Jiří Langmajer : l'inspecteur régional Rudolf Havlík
- Denis Šafařík : l'agent de police Martin Nováček
- Lenka Vlasáková : Ilona Budíková, la femme de l'inspecteur Budík
- Darija Pavlovičová : Julie Budíková, fille de l'inspecteur Budík
- Sabina Rojková : Sisi, la meilleure amie de Julie
- Lucie Žáčková : Toni, amie de l'inspecteur Havlík
- Ildikó Vargová : Enikő, domestique de la famille Budík
- Mira Štěpánová : Pavlínka, protégée de l'inspecteur Havlík
- Jiří Bartoška : le président de la police Antonín Král
- Miroslav Táborský : commissaire en chef
- Ondřej Malý : inspecteur principal Braun
- František Němec : docteur Málek
- Jiří Lábus : pathologiste
- Josef Carda : un juge
- Predrag Bjelac : le baron Milotín
- Martin Myšička : l'avocat Herman Herzog

## Épisodes
1. (Dáma v studni)
2. (Loutkohra)
3. (U zdi)
4. (Nedohraná etuda)
5. (Pekelný stroj)
6. (Zmizelá)
7. (Lepší život)
8. (Doktor Herzog)
9. (Tajemství)
10. (Host do domu)

## Production
La série est produite par Jan Lekeš, responsable de productions historiques telles que Ceské století, Monstrum ou 1618 : La défenestration de Prague.

### Attribution des rôles
Les rôles principaux sont attribués à Jaroslav Plesl, Jiří Langmajer et Denis Šafařík.

### Tournage
Le tournage a lieu en 2019.